# سفیان یونس
سفیان یونس (انگلیسی: Sofiane Younès؛ زادهٔ ۲۵ نوامبر ۱۹۸۲) بازیکن فوتبال اهل الجزایر بود.
از باشگاه‌هایی که در آن بازی کرده‌است می‌توان به باشگاه فوتبال مولودیه الجزایر، باشگاه فوتبال القبائل، باشگاه فوتبال شباب بلوزداد و باشگاه فوتبال اتحاد الحراش اشاره کرد.
وی همچنین در تیم‌های ملی فوتبال الجزایر بازی کرده‌است.